# Кремпа (Малопольське воєводство)
Кремпа (пол. Krępa) — село в Польщі, у гміні Ґолча Меховського повіту Малопольського воєводства.
Населення — 326 осіб (2011).
У 1975-1998 роках село належало до Краківського воєводства.

## Демографія
Демографічна структура станом на 31 березня 2011 року:
|          | Загалом | Допрацездатний вік | Працездатний вік | Постпрацездатний вік |
| -------- | ------- | ------------------ | ---------------- | -------------------- |
| Чоловіки | 174     | 21                 | 127              | 26                   |
| Жінки    | 152     | 21                 | 82               | 49                   |
| Разом    | 326     | 42                 | 209              | 75                   |